# Aoi Morikawa
Aoi Morikawa (森川 葵?, Morikawa Aoi; Aichi, 17 giugno 1995) è un'attrice e modella giapponese affiliata a Stardust Promotion.

## Biografia
Nata nella prefettura di Aichi nel 1995 è l'unica figlia femmina della sua famiglia e ha due fratelli.
Nel 2010 Morikawa ha vinto la Miss Seventeen dell'omonimo magazine, con modelle come Ayaka Miyoshi tra i 5.575 candidati. Nello stesso anno, il 18 agosto, i lettori di Tokyo Ryōgoku Kokugikan sono stati invitati all'evento e Seventeen Summer School Festival è stato presentato ufficialmente.
Il 28 febbraio 2015, in un numero di aprile di Seventeen, è stata promossa in qualità di modella esclusiva della rivista.

## Filmografia

### Televisione
| Anno | Titolo                                           | Ruolo            | Emittente | Altre note       |
| ---- | ------------------------------------------------ | ---------------- | --------- | ---------------- |
| 2012 | Sprout                                           | Miku Ikenouchi   | NTV       |                  |
| 2013 | xxxHOLiC                                         | Dojo Ame         | WOWOW     | Episodi 4, 5 e 8 |
| 2013 | 35-sai no Koukousei                              | Hitomi Eto       | NTV       |                  |
| 2015 | Do S Deka                                        | Kana Minakami    | NTV       | Episodio 6       |
| 2015 | Prison School                                    | Hana Midorikawa  | TBS       |                  |
| 2016 | Itsuka Kono Koi o Omoidashite Kitto Naite Shimau | Konatsu Ichimura | Fuji TV   | [ 5 ]            |
| 2016 | Princess Maison                                  | Sachi Numagoe    | NHK       | Protagonista     |
| 2018 | Kakegurui - Compulsive Gambler                   | Mary Saotome     | MBS       | Protagonista     |
| 2018 | Bakabon no Papa yori Baka na Papa                |                  | NHK       |                  |

### Cinema
| Anno | Titolo                              | Ruolo           | Note         | Fonti |
| ---- | ----------------------------------- | --------------- | ------------ | ----- |
| 2013 | School Girl Complex Hōsōbu Hen      | Manami Shintani | Protagonista | [ 6 ] |
| 2014 | The World of Kanako                 | Tomoko Nagano   |              |       |
| 2014 | Gekijōban Zero                      | Michi Kazato    |              |       |
| 2015 | Tsuugaku Series Tsuugaku Tochu      | Yuki            |              |       |
| 2016 | Too Young To Die! Wakakushite Shinu | Hiromi Tezuka   |              | [ 7 ] |
| 2016 | Gold Medal Man                      |                 |              |       |
| 2017 | Flower and Sword                    | Ren             |              |       |
| 2017 | My Teacher                          | Megumi Chigusa  |              |       |
| 2017 | Love and Lies                       | Aoi Nisaka      | Lead role    |       |
| 2018 | Over Drive                          | Hikaru Endō     |              |       |
| 2018 | We Make Antiques                    |                 |              |       |
| 2018 | River's Edge                        | Kanna Tajima    |              |       |